# USS Sumner (DD-333)
USS Sumner (DD-333) – amerykański niszczyciel typu Clemson, będący w służbie w okresie po I wojnie światowej. Jego patronem był Allen Melancthon Sumner.
Stępkę okrętu położono w San Francisco 27 sierpnia 1919 roku w stoczni Bethlehem Shipbuilding Corporation. Zwodowano go 27 listopada 1920 roku, matką chrzestną była Margaret Sumner. Wszedł do służby 27 maja 1921 roku.
Cztery dni później „Sumner” dołączył do Destroyer Division 49, Squadron 13, Flotilla 2 amerykańskiej Floty Pacyfiku. Jego kariera trwała prawie 9 lat i toczyła się w okresie relatywnego spokoju, gdy głównie czas spędzał na szkoleniach, manewrach i patrolach. W 1924 roku, gdy rewolucja w Meksyku przeciw rządowi Obregóna spowodowała zaangażowanie się USA, gdy 17 stycznia USS „Richmond” (CL-9) został wysłany do Tampico, „Sumner” i pięć innych niszczycieli dołączyło do USS „Omaha” (CL-4) i zespół przepłynął do Veracruz.
Niszczyciel wznowił służbę na zachodnim wybrzeżu USA na początku kwietnia 1924 roku i kontynuował ją do połowy 1925 roku. 1 lipca 1925 roku dołączył do Battle Fleet i wraz z dywizjonem lekkich krążowników ze Scouting Force wyszedł z Pearl Harbor w rejsie do Australii i Nowej Zelandii. Siły odwiedziły Pago Pago na Samoa, a następnie popłynęły do Melbourne i Sydney w Australii oraz Auckland, Lyttelton, Wellington i Dunedin w Nowej Zelandii. Flota wróciła na zachodnie wybrzeże 26 września i „Sumner” wrócił do zwyczajnej służby i patroli.
W marcu 1927 roku okręt przeszedł Kanał Panamski i wziął udział w manewrach na Atlantyku. W czasie rejsu dotarł na północ do Bostonu, a później wrócił na Pacyfik w czerwcu 1927 roku. Po podróży na Hawaje i operacjach w tym rejonie w 1928 roku „Sumner” wrócił do działań w pobliżu zachodniego wybrzeża USA, które kontynuował do wiosny 1930 roku.
29 marca 1930 roku okręt został wycofany ze służby w San Diego. Jego nazwę skreślono z listy 18 listopada 1930 roku. Pomiędzy 1930 i 1934 rokiem służył Marynarce najpierw jako okręt koszarowy dla załóg okrętów podwodnych, następnie jako okręt testowy. Ostatecznie 12 czerwca 1934 roku jego kadłub został sprzedany zgodnie z ustaleniami londyńskiego traktatu morskiego.